# 沙冲乡
沙冲乡，是中华人民共和国四川省甘孜藏族自治州道孚县下辖的一个乡镇级行政单位。

## 行政区划
沙冲乡下辖以下地区：
巴尔吾村、下寨村、比里村和吉亚村。